# Kaiser-Test
Der Kaiser-Test ist ein Test, der unter anderem in der Festphasen-Peptidsynthese (SPPS) und in der organischen Festphasensynthese (SPOS) zur Umsatzkontrolle gebräuchlich ist. Hier können recht empfindlich und mit einfachen Mitteln freie Aminogruppen detektiert werden.

## Beschreibung
Der Kaiser-Test besteht aus drei Reagenzlösungen.
- Kaliumcyanid in einer wässrigen Pyridin-Lösung
- Ninhydrin 1 in n-Butanol oder Ethanol
- Phenol in n-Butanol oder Ethanol

Bei Anwesenheit von freien Aminogruppen und damit einer unvollständigen Peptidkupplung färbt sich die Lösung nach dem Erwärmen auf etwa 100 °C tief violett und kann optisch aber auch spektroskopisch ausgewertet werden. Bei einer vollständigen Peptidkupplung wird die Lösung gelb. Der Kaiser-Test kann auch quantitativ durchgeführt werden.
Bei der Anwesenheit von freien Aminogruppen 2 muss der Kupplungsschritt wiederholt werden, denn das Endcapping der freien Aminogruppen würde zum einen die Ausbeute an Peptid deutlich verringern und zum anderen die Reinigung des gewünschten Peptides durch kurzkettigere Peptide als Verunreinigungen erschweren.
Der Kaiser-Test beruht chemisch auf der Ninhydrin-Probe.
Der so gebildete Farbstoff wird Ruhemanns Blau 3 genannt. Die Farbigkeit von 3 beruht u. a. auf einem ausgedehnten System konjugierter Doppelbindungen in und zwischen den beiden aromatischen Ringen, was durch die nachfolgende Abbildung visualisiert werden soll:
Die Aminosäuren Serin, Asparagin, Asparaginsäure und Prolin als N-terminale Aminosäure ergeben kein eindeutiges Ergebnis im Kaiser-Test.